# Greg Millen
Gregory H. „Greg“ Millen (* 25. Juni 1957 in Toronto, Ontario; † 7. April 2025 in Bracebridge, Ontario) war ein kanadischer Eishockeytorwart, der im Verlauf seiner aktiven Karriere zwischen 1974 und 1992 unter anderem 663 Spiele für die Pittsburgh Penguins, Hartford Whalers, St. Louis Blues, Nordiques de Québec, Chicago Blackhawks und Detroit Red Wings in der National Hockey League (NHL) bestritten hat.

## Karriere
Greg Millen begann seine Karriere als Eishockeyspieler in der kanadischen Juniorenliga Ontario Major Junior Hockey League (OMJHL), in der er von 1974 bis 1978 für die Peterborough Petes und Sault Ste. Marie Greyhounds aktiv war. In diesem Zeitraum wurde er im NHL Amateur Draft 1977 in der sechsten Runde als insgesamt 102. Spieler von den Pittsburgh Penguins aus der National Hockey League (NHL) ausgewählt. Gegen Ende der Saison 1977/88 gab der Torwart sein Debüt im professionellen Eishockey für die Kalamazoo Wings aus der International Hockey League (IHL).
Anschließend spielte er drei Jahre lang für die Pittsburgh Penguins in der NHL. Am 15. Juni 1981 erhielt er als Free Agent einen Vertrag bei den Hartford Whalers, für die er weitere vier Spielzeiten zwischen den Pfosten stand, ehe er im Februar 1985 zusammen mit Mark Johnson im Tausch gegen Mike Liut und Jörgen Pettersson an die St. Louis Blues abgegeben wurde. Weitere Stationen bis zu seinem Karriereende im Anschluss an die Saison 1991/92 im Alter von 35 Jahren waren die Nordiques de Québec, Chicago Blackhawks und Detroit Red Wings aus der NHL, sowie die San Diego Gulls aus der IHL sowie Maine Mariners aus der American Hockey League (AHL).
Anlässlich des Heroes of Hockey Game, das im Rahmen des NHL All-Star Game 2001 stattfand, kehrte er noch einmal aufs Eis zurück.

## Erfolge und Auszeichnungen
- 1975 Dave Pinkney Trophy
- 1977 Teilnahme am OMJHL All-Star Game
- 2001 Teilnahme am Heroes of Hockey Game

### International
- 1982 Bronzemedaille bei der Weltmeisterschaft

## Karrierestatistik

### International
Vertrat Kanada bei:
- Weltmeisterschaft 1982

(Legende zur Torhüterstatistik: GP oder Sp = Spiele insgesamt; W oder S = Siege; L oder N = Niederlagen; T oder U oder OT = Unentschieden oder Overtime- bzw. Shootout-Niederlage; Min. = Minuten; SOG oder SaT = Schüsse aufs Tor; GA oder GT = Gegentore; SO = Shutouts; GAA oder GTS = Gegentorschnitt; Sv% oder SVS% = Fangquote; EN = Empty Net Goal; 1 Play-downs/Relegation; Kursiv: Statistik nicht vollständig)